# Los lunes al sol
Los lunes al sol es una película española dirigida por Fernando León de Aranoa. Fue protagonizada por Luis Tosar, Javier Bardem y José Ángel Egido, y coprotagonizada por Joaquín Climent y Nieve de Medina.

## Ficha artística
- Luis Tosar como José Suárez.
- José Ángel Egido como Paulino "Lino" Rivas.
- Javier Bardem como Santa.
- Serge Riaboukine como Sergueï
- Joaquín Climent como Rico.
- Nieve de Medina como Ana.
- Enrique Villén como Reina.
- Celso Bugallo como Amador.
- Aida Folch como Natalia "Nata".
- Fernando Tejero como Lázaro.
- Laura Domínguez como Ángela.
- Antonio Durán "Morris" como Director de Banco.

## Argumento
Años después de  la reconversión industrial de Vigoy las protestas masivas por los despidos, varios de estos parados viven el día a día. El fracaso tiñe sus figuras y su situación se torna cada vez peor. Así transcurre su vida, sin trabajo, tumbándose los lunes al sol.

## Comentarios
La película tiene su inspiración en Vigo, concretamente en los años posteriores al comienzo de la reconversión industrial, donde hubo empresas que despidieron a cantidades ingentes de trabajadores. Recuerda mucho también al drama de los astilleros Naval Gijón. Según los propios autores, se inspira en la vida de los sindicalistas Cándido González Carnero y Juan Manuel Martínez Morala, trabajadores de este astillero y sindicalistas de la Corriente Sindical de Izquierda (CSI).
Rodada en Vigo, aunque también aparecen imágenes de los disturbios acaecidos en Gijón.

## Premios
Goyas 2003
| Categoría               | Persona                                   | Resultado  |
| ----------------------- | ----------------------------------------- | ---------- |
| Mejor película          | Mejor película                            | Ganadora   |
| Mejor director          | Fernando León de Aranoa                   | Ganador    |
| Mejor actor             | Javier Bardem                             | Ganador    |
| Mejor actor de reparto  | Luis Tosar                                | Ganador    |
| Mejor actriz revelación | Nieve de Medina                           | Candidato  |
| Mejor actor revelación  | José Ángel Egido                          | Ganador    |
| Mejor guion original    | Fernando León de Aranoa Ignacio del Moral | Candidatos |
| Mejor montaje           | Nacho Ruiz Capillas                       | Candidato  |

Premios Unión de Actores
| Categoría               | Persona          | Resultado |
| ----------------------- | ---------------- | --------- |
| Mejor actor             | Javier Bardem    | Ganador   |
| Mejor actor de reparto  | Joaquín Climent  | Ganador   |
| Mejor actriz secundaria | Nieve de Medina  | Ganadora  |
| Mejor actor secundario  | Luis Tosar       | Ganador   |
| Mejor actor secundario  | José Ángel Egido | Candidato |
| Mejor actriz revelación | Nieve de Medina  | Ganadora  |
| Mejor actor revelación  | José Ángel Egido | Candidato |

Festival de San Sebastián
| Categoría     | Persona       | Resultado |
| ------------- | ------------- | --------- |
| Concha de Oro | Concha de Oro | Ganadora  |

Premio Ondas
| Categoría      | Persona        | Resultado |
| -------------- | -------------- | --------- |
| Mejor película | Mejor película | Ganadora  |

Fotogramas de Plata
| Categoría      | Persona        | Resultado |
| -------------- | -------------- | --------- |
| Mejor película | Mejor película | Ganadora  |
| Mejor actor    | Javier Bardem  | Ganador   |

Medallas del Círculo de Escritores Cinematográficos de 2002
| Categoría               | Persona                  | Resultado |
| ----------------------- | ------------------------ | --------- |
| Mejor película          | Mejor película           | Ganadora  |
| Mejor director          | Fernando León de Aranoa  | Ganador   |
| Mejor actor principal   | Javier Bardem            | Ganador   |
| Mejor actor secundario  | Luis Tosar               | Ganador   |
| Mejor actriz secundaria | Nieve de Medina          | Ganadora  |
| Mejor actor secundario  | José Ángel Egido         | Candidato |
| Mejor guion original    | Fernando León de Aranoa  | Ganador   |
| Mejor fotografía        | Alfredo Fernández Méndez | Candidato |
| Mejor montaje           | Nacho Ruiz Capillas      | Candidato |
| Mejor música original   | Lucio Godoy              | Candidato |

Premios ACE (Nueva York)
| Categoría               | Persona                 | Resultado |
| ----------------------- | ----------------------- | --------- |
| Mejor película          | Mejor película          | Candidata |
| Mejor director          | Fernando León de Aranoa | Candidato |
| Mejor actor             | Javier Bardem           | Ganador   |
| Mejor actriz secundaria | Nieve de Medina         | Ganadora  |
| Mejor actor secundario  | Luis Tosar              | Candidato |

Premios del cine europeo
| Categoría      | Persona                 | Resultado |
| -------------- | ----------------------- | --------- |
| Mejor director | Fernando León de Aranoa | Candidato |
| Mejor actor    | Javier Bardem           | Candidato |
| Mejor actriz   | Nieve de Medina         | Candidata |